# حصار فورت جوليان
حصار فورت جوليان (بالإنجليزية: Siege of Fort Julien)‏ هو بمثابة اشتباك عسكري وقع خلال حروب الثورة الفرنسية، كجزء من الحملة الفرنسية على مصر وسوريا، خلال الفترة من 8 إلى 19 ابريل 1801، بين قوة إنجليزية وعثمانية يبلغ عدد أفرادها 2000 رجل تقريبًا، كانت تحاصر قوة من حوالي 300 فرنسي، انتهى الحصار بمقتل وجرح 41 فرنسي، واستلام 264 آخرين.

## الأحداث
قبل أيام من معركة أبوقير، استحوذ الفرنسيين على حصن مملوكي بناه السلطان قايتباي، وشرعوا بإعادة بناؤه، وأُعيد تسميته بفورت جوليان نسبة إلى توماس جوليان أحد مساعدي نابليون، وعند وصول الإنجليز خليج أبوقير، في 1 مارس 1801، تحصن الفرنسيين بالحصن، وكانوا حوالي 300 رجل، ثم سار البريطانيون إلى رشيد في 8 أبريل برفقة 1000 جندي عثماني، واستمروا في حصار الحصن، وفي 16 أبريل تم الانتهاء من الاستعدادات لسلاح المدفعية، وبدء القصف من الزاوية الجنوبية الغريبة للقلعة، وانهار جزء من الجدار في 18 أبريل مما عرض المدافعين الفرنسيين لنيران القناصة العثمانيين ولوح الفرنسيين بالأعلام البيضاء وبعد مفاوضات وافق الفرنسيين على الاستسلام.
وقد خسر الفرنسيون في هذه المعركة 41 جنديًا بين قتيل وجريح، بينما لم يخسر البريطانيون إلا ضابطًا واحدًا برتبة ملازم وجنديين.